# スーズ
スーズ(Suze)とはフランス原産のリキュールである。
主な原材料はリンドウ科の植物であるゲンチアナの根。この植物はノルマンディーやオーヴェルニュ地方の高地に生息しており、大きくなるまでに20年かかるという。
スーズには消化を促進する効果があるといわれており、フランスでは食前酒としてよく飲まれている。
現在はペルノ・リカールの傘下に入っている。
このリキュールはピカソなどの芸術家に愛されたことでも知られている。ピカソはスーズを題材にした静物画も描いている。

## スーズを使ったカクテル
スーズ・ギムレット
スーズ + ライム・ジュース （ギムレットのバリエーションの1つ）
スーズ・スプモーニ
スーズ + グレープフルーツ・ジュース + トニック・ウォーター （スプモーニのバリエーションの1つ）
スーズ・トニック
スーズ + トニック・ウォーター